# Maxime Laoun
Maxime Laoun (* 12. August 1996 in Montreal) ist ein kanadischer Shorttracker.

## Werdegang
Laoun begann im Alter von drei Jahren mit dem Eisschnelllaufen und trat im Shorttrack international erstmals bei den Juniorenweltmeisterschaften 2014 in Erzurum in Erscheinung, wo er den sechsten Platz in der Staffel belegte. In folgenden Jahren kam er bei den Juniorenweltmeisterschaften 2015 in Osaka auf den 46. Platz im Mehrkampf und auf den neunten Rang mit der Staffel und bei den Juniorenweltmeisterschaften 2016 in Sofia auf den 11. Platz mit der Staffel und auf den achten Rang im Mehrkampf. Im Weltcup startete er zu Beginn der Saison 2019/20 in Salt Lake City, wo er den 24. Platz über 1000 m und den 18. Rang über 500 m belegte. Zudem erreichte er dort mit dem dritten Platz mit der Staffel seine erste Podestplatzierung im Weltcup. Bei den Weltmeisterschaften 2021 in Rotterdam lief er mit dem 19. Platz über 500 m, mit dem 16. Rang über 1000 m und mit dem sechsten Platz über 1500 m auf den 11. Platz im Mehrkampf. Zudem wurde er dort Fünfter mit der Staffel. In der Saison 2021/22 kam er in Dordrecht mit Platz zwei in der Staffel erneut aufs Podium und holte beim Saisonhöhepunkt, den Olympischen Winterspielen 2022 in Peking, die Goldmedaille mit der Staffel. Zudem errang er dort den 28. Platz über 500 m.

## Persönliche Bestzeiten
| Distanz | Zeit         | Datum              | Ort            |
| ------- | ------------ | ------------------ | -------------- |
| 500 m   | 40,114 s     | 11. November 2022  | Salt Lake City |
| 1000 m  | 1:22,370 min | 10. Dezember 2023  | Peking         |
| 1500 m  | 2:11,622 min | 22. September 2018 | Montreal       |
| 3000 m  | 5:17,986 min | 15. Januar 2017    | Montreal       |

## Weltcupsiege

### Weltcupsiege im Einzel
| Nr. | Datum            | Ort            | Disziplin |
| --- | ---------------- | -------------- | --------- |
| 1.  | 5. November 2022 | Salt Lake City | 500 m     |

### Weltcupsiege im Team
| Nr. | Datum             | Ort              |
| --- | ----------------- | ---------------- |
| 1.  | 6. November 2022  | Salt Lake City 1 |
| 2.  | 11. Dezember 2022 | Almaty 2         |
| 3.  | 18. Dezember 2022 | Almaty 3         |

## Weltcup-Gesamtplatzierungen
| Saison  | Gesamt | Gesamt | 500 m  | 500 m | 1000 m | 1000 m | 1500 m | 1500 m |
| Saison  | Punkte | Platz  | Punkte | Platz | Punkte | Platz  | Punkte | Platz  |
| ------- | ------ | ------ | ------ | ----- | ------ | ------ | ------ | ------ |
| 2019/20 | –      | –      | 665    | 40.   | 4.155  | 26.    | -      | -      |
| 2021/22 | –      | –      | 1.264  | 21.   | -      | -      | -      | -      |
| 2022/23 | 474    | 7.     | 238    | 7.    | 208    | 7.     | 41     | 28.    |
| 2023/24 | 230    | 29.    | 32     | 33.   | 114    | 16.    | 84     | 21.    |
| 2024/25 | 50     | 39.    | –      | –     | –      | –      | 50     | 24.    |